# Municipio de Codorus
El municipio de Codorus (en inglés: Codorus Township) es un municipio ubicado en el condado de York en el estado estadounidense de Pensilvania. En el año 2000 tenía una población de 3,646 habitantes y una densidad poblacional de 42 personas por km².

## Geografía
El municipio de Codorus se encuentra ubicado en las coordenadas 39°44′00″N 76°46′59″O / 39.73333, -76.78306.

## Demografía
Según la Oficina del Censo en 2000 los ingresos medios por hogar en la localidad eran de $48,514 y los ingresos medios por familia eran $53,468. Los hombres tenían unos ingresos medios de $36,465 frente a los $24,022 para las mujeres. La renta per cápita para la localidad era de $19,955. Alrededor del 5,3% de la población estaban por debajo del umbral de pobreza.